# نهائي دوري أبطال إفريقيا 2012
نهائي دوري أبطال إفريقيا 2012 هي المباراة النهائية للنسخة 48 بالنظام السابق والجديد والنسخة الخامسة عشر بالنظام الجديد. وتوج بها النادي الأهلي المصري على حساب الترجي الرياضي التونسي.

## الفرق
| الفريق | وصول سابق (الخط الغليظ يشير إلى بطل تلك النسخة)    |
| ------ | -------------------------------------------------- |
| الأهلي | 8 (1982، 1983، 1987، 2001، 2005، 2006، 2007، 2008) |
| الترجي | 5 (1994، 1999، 2000، 2010، 2011)                   |

## النهائي
| الأهلي   | 1-1   | الترجي      |
| -------- | ----- | ----------- |
| حمدي 88' | تقرير | الهيشري 49' |

| الترجي    | 2-1   | الأهلي               |
| --------- | ----- | -------------------- |
| نجانغ 85' | تقرير | جدو 43' · سليمان 62' |